# آکتینیدیا
آکتینیدیا (نام علمی: Actinidia) نام یک سرده از تیره کیویان است.